# Terpsicroton alticeps
Genre
Espèce
Terpsicroton alticep, unique représentant du genre Terpsicroton, est une espèce fossile de ricinules de la famille des Poliocheridae.

## Distribution
Cette espèce a été découverte en Angleterre à Coseley. Elle date du Carbonifère.

## Publication originale
- Selden, 1992 : Revision of the fossil ricinuleids. Transactions of the Royal Society of Edinburgh Earth Sciences, vol. 83, no 4, p. 595-634.